# Drapeau Prince des Asturies
Le Drapeau Prince des Asturies est une régate annuelle de traînières qui a lieu depuis 1984 à Castropol (Asturies), organisée par le CM Castropol.

## Histoire
La première édition de la régate date de 1984, dont le vainqueur est la traînière de Pasajes de San Juan (Guipuscoa). Les éditions suivantes seront gagnées principalement par des clubs galiciens, basques et cantabres, avec seulement deux victoires locales pour Castropol en 1994 et 1999.

## Palmarès
| Édition | Année | Champion            |
| ------- | ----- | ------------------- |
| I       | 1984  | San Juan            |
| II      | 1985  | Samertolameu Meira  |
| III     | 1986  | Kaiku               |
| IV      | 1987  | Zumaia              |
| V       | 1988  | Valle de Camargo    |
| VI      | 1989  | Ciudad de Santander |
| VII     | 1990  | Zierbena            |
| VIII    | 1991  | Orio                |
| IX      | 1992  | Donibaneko          |
| X       | 1993  | Samertolameu Meira  |
| XI      | 1994  | Castropol           |
| XII     | 1995  | Perillo             |
| XIII    | 1996  | Samertolameu Meira  |
| XIV     | 1997  | Perillo             |
| XV      | 1998  | Tirán               |
| XVI     | 1999  | Castropol           |
| XVII    | 2000  | Cabo de Cruz        |
| XVIII   | 2001  | Cabo de Cruz        |
| XIX     | 2002  | Ciudad de Santander |
| XX      | 2003  | Laredo              |
| XXI     | 2004  | Perillo             |
| XXII    | 2005  | Náutico de Vigo     |
| XXIII   | 2006  | Samertolameu Meira  |
| XXIV    | 2007  | Tirán               |
| XXV     | 2008  | Chapela             |
| XXVI    | 2009  | Samertolameu Meira  |

### Sources
- (es) Cet article est partiellement ou en totalité issu de l’article de Wikipédia en espagnol intitulé « Bandera Príncipe de Asturias » (voir la liste des auteurs).